# Подгурская электростанция

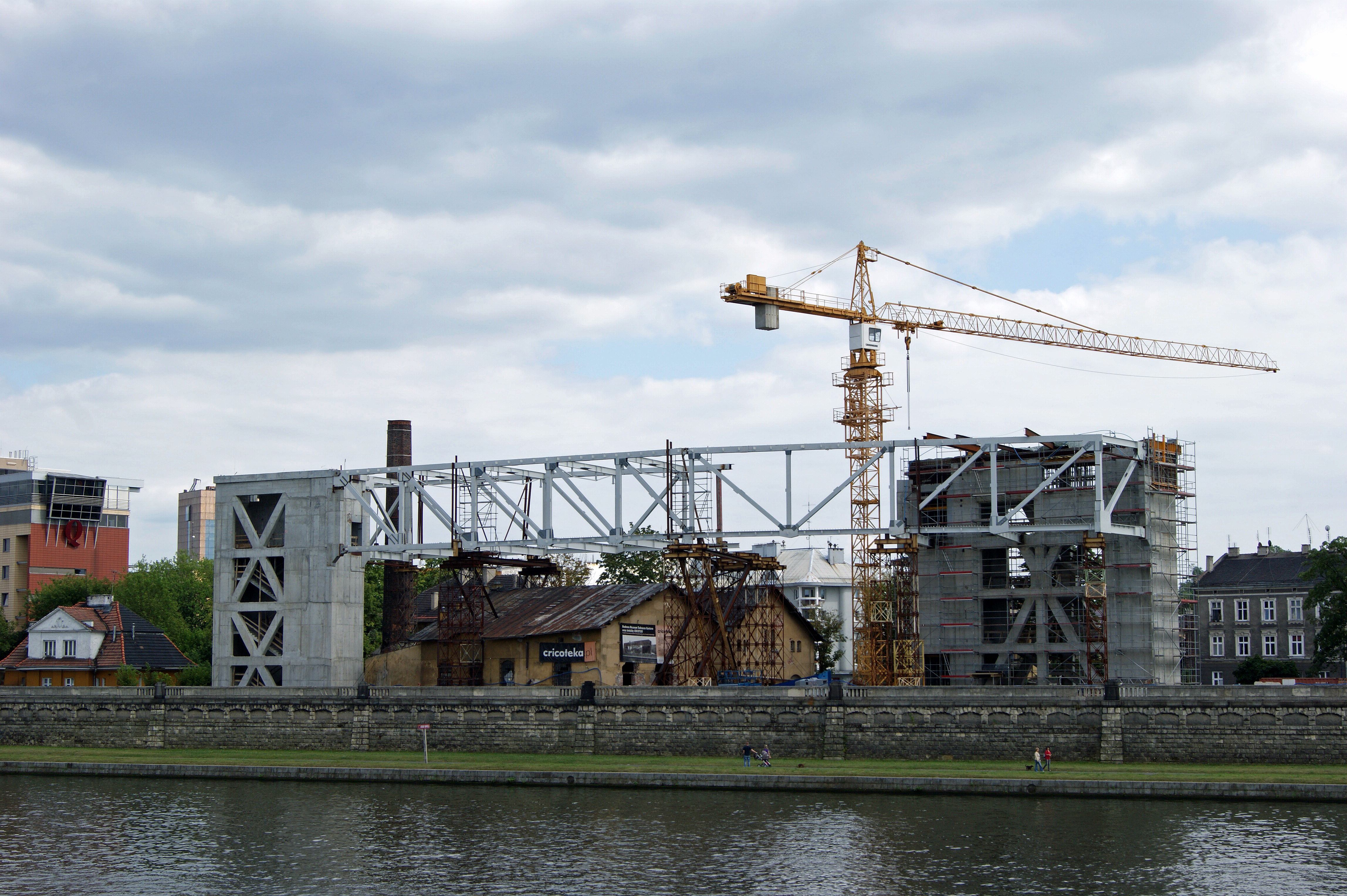
Строительство будущего музея Тадеуша Кантора — CRICOTEKA

Подгурская электростанция (пол. Elektrownia podgórska) — промышленный памятник городского хозяйства, находящийся в краковском районе XIII Подгуже на Подольском бульваре по адресу ул. Надвислинская, 4. Охраняемый памятник Малопольского воеводства. Здание входит в туристический маршрут «Краковский путь техники».
Строительство электростанции началось в 1899 года и закончилось в 1900 году. Двигатели и электротехническое оборудование было закуплено в Праге у компании чешского промышленника и изобретателя Франтишека Кршижика. На электростанции были установлены три паровых двигателя, три генератора и аккумуляторная батарея. Комплекс электростанции состоял из генераторного, аккумуляторного залов, котельной и двухэтажного жилого дома для директора и обслуживающего персонала электростанции.
В начале марта 1900 года началось функционирование электростанции, которая обеспечивала электроэнергией уличное освещение, промышленные предприятия и социальные объекты на Подгуже.
В 1915 году Подгуже вошёл в состав Кракова и электрические сети Подгуже были соединены с Краковской электростанцией, что привело к закрытию Подгурской электростанции. Комплекс Подгурской электростанции стал использоваться для других целей. В 1926 году в ней был размещён городской дом ночлега для бездомных. Позже в здании располагался городской туберкулёзный и венерологический диспансер.
Во время Второй мировой войны бывший комплекс электростанции использовался немцами для дезинфекции прибывающих транспортов в концентрационный лагерь Плашов.
После войны комплекс электростанции использовался в городском хозяйстве для различных целей. В 2009 года городские власти выделили средства для строительства около Подгурской электростанции будущего музея искусства Тадеуша Кантора — CRICOTEKA.
20 октября 1987 года Подгурская электростанция была внесена в реестр охраняемых памятников Малопольского воеводства (№ А-713).
В 2006 году Подгурская электростанция вошла в туристический маршрут городского хозяйства «Краковский путь техники».